# Exormotheca welwitschii
Exormotheca welwitschii är en bladmossart som beskrevs av Franz Stephani. Exormotheca welwitschii ingår i släktet Exormotheca och familjen Exormothecaceae. Inga underarter finns listade i Catalogue of Life.